# NGC 98
NGC 98 ist eine Balken-Spiralgalaxie vom Hubble-Typ SBbc im Sternbild Phönix am Südsternhimmel. Sie ist schätzungsweise 273 Millionen Lichtjahre von der Milchstraße entfernt und hat einen Durchmesser von etwa 125.000 Lichtjahren.
Das Objekt wurde am 6. September 1834 von dem britischen Astronomen John Herschel entdeckt.